# دونالد إي. بالارد
دونالد إي. بالارد (بالإنجليزية: Donald E. Ballard)‏ هو عسكري أمريكي، ولد في 5 ديسمبر 1945 في كانساس سيتي في الولايات المتحدة.